# Pelastoneurus occidentalis
Pelastoneurus occidentalis är en tvåvingeart som beskrevs av Wheeler 1899. Pelastoneurus occidentalis ingår i släktet Pelastoneurus och familjen styltflugor. Inga underarter finns listade i Catalogue of Life.